# Niclas Henrich Baumann
Niclas Henrich Baumann, auch Nicolaus Heinrich von Baumann (* 1709 in Stralsund; † nach 1772) war ein preußischer Beamter und Oberbürgermeister.

## Leben
Über die familiären Hintergründe und seine Schulbildung zu Niclas Henrich Baumann sind keine Informationen bekannt.
Niclas Henrich Baumann widmete sich am 18. April 1731 dem Studium der Rechtswissenschaften an der Universität Halle. Diese Entscheidung zeugt von einem frühen Interesse an juristischen Themen und der Absicht, sich in der Verwaltung und Rechtsprechung zu engagieren.
Nach Abschluss seines Studiums begann Niclas Henrich Baumann seine berufliche Laufbahn als Sekretär bei der klevischen Kriegs- und Domänenkammer (KDK). Diese Position stellte einen wichtigen ersten Schritt in seiner Karriere dar und ermöglichte es ihm, sich mit den administrativen und rechtlichen Aspekten der damaligen Zeit vertraut zu machen.
Im Jahr 1764 wurde Baumann interimistisch zum Steuerrat im Departement der KDK Kleve ernannt. Ab 1767 bekleidete er diese Position offiziell und übernahm somit eine zentrale Rolle in der Finanzverwaltung der Region. Zusätzlich zu seinen Aufgaben als Steuerrat wurde er Oberbürgermeister von Goch, wo er auch seinen Wohnsitz hatte. 
Niclas Henrich Baumann war bis mindestens Mai 1772 in seiner Funktion als Steuerrat und Oberbürgermeister aktiv. 

## Trivia
Niclas Henrich Baumann berichtete dem Pastor Sybel aus Kleve, dass einer seiner gleichnamigen Vorfahren das plattdeutsche Gedicht von Reineke Fuchs verfasst habe.